# Cornufer desticans
Cornufer desticans es una especie de anfibios de la familia Ceratobatrachidae.

## Distribución geográfica
Es endémica de las islas Salomón. 